# ブリティッシュエアウェイズ149便乗員拉致事件
ブリティッシュ・エアウェイズ149便乗員拉致事件（ブリティッシュ・エアウェイズ149便じょういんらちじけん）とは、イラクによるクウェート侵攻で、クウェートに寄港したブリティッシュ・エアウェイズ149便の乗員乗客が、イラク共和国防衛隊によって拉致されバグダードに強制連行された事件である。

## 事件の概要

### 戦地への着陸

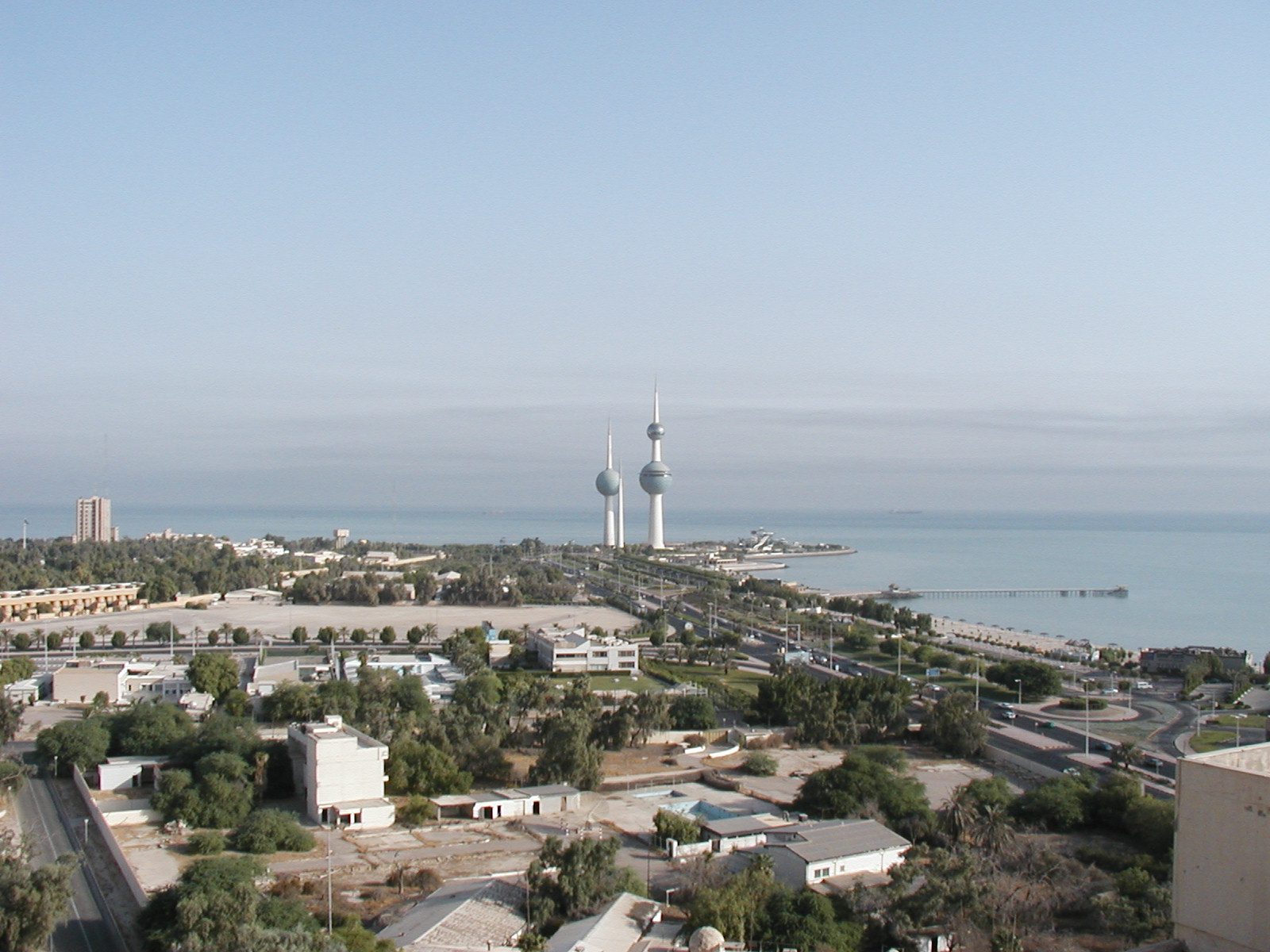
クウェート市

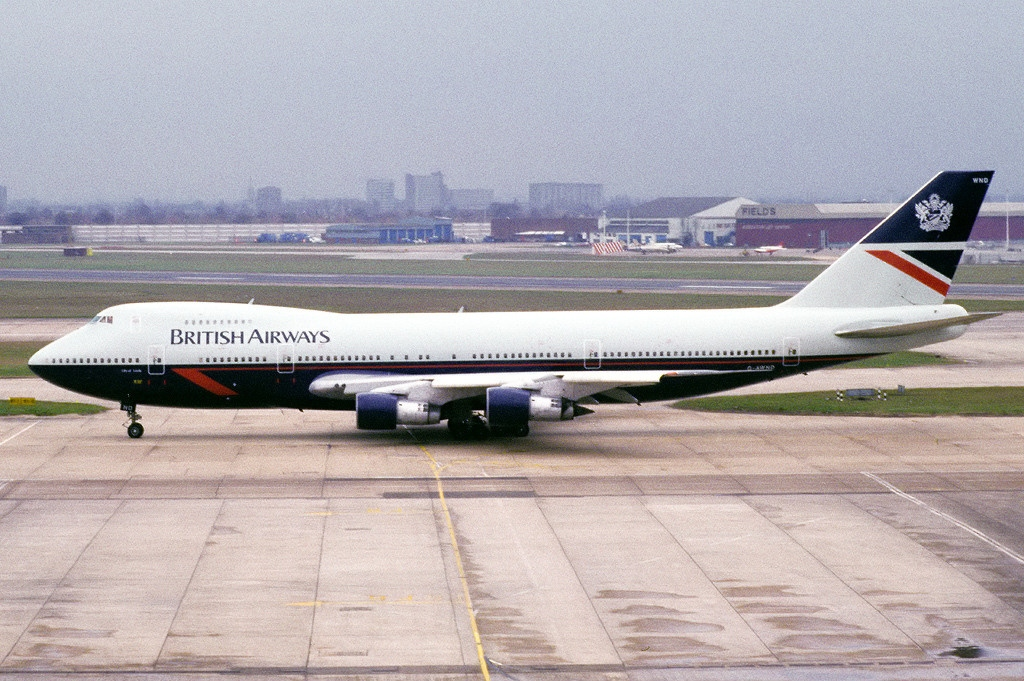
1985年に撮影されたG-AWND

BA149便はロンドンのヒースロー空港を1990年8月1日午後6時15分（協定世界時）に出発した。BA149便はボーイング747-100（機体記号：G-AWND、コールサイン：Speedbird 149）で運航され、クウェートとインドのマドラスを経由して最終的にはマレーシアのクアラルンプールに向かうフライトプランであった。
出発直前に至るまでイギリス国内では「クウェート情勢が緊迫している」との報道が行われていた上、空調設備の調整に時間がかかったために出発が遅延した（出発遅延の理由はブリティッシュ・エアウェイズの発表によるもので、事実とは確認されていない）にもかかわらず、149便はクウェートに向かうフライトプランを変更しなかった。なお、149便の前後にクウェートに到着する予定であった全ての旅客機は、マナーマなどの近隣都市へのダイバートを選択するか、フライトそのものをキャンセルしていた。
さらに、149便がヒースロー空港を出発した直後に、共和国防衛隊がクウェートを侵略する軍事行動を開始したにもかかわらず、BA149便は予定を変更せずに侵攻開始からおよそ4時間後の8月2日午前3時にクウェート国際空港に着陸した。
この直後にはクウェート軍の抵抗を排除した共和国防衛隊とイラク空軍の爆撃機によってクウェート国際空港への攻撃が行われ、その後クウェート市内全域が占領されたため、クウェートで降機した乗客乗員とトランジットルームにいた乗客を含めた同便に搭乗していた乗客乗員385名の殆どが、イラク軍によって集められ、クウェート市内のホテルに監禁された。
なおBA149便には、イギリス陸軍のSASの工作員が6名搭乗していたことが工作員自身や乗客の証言により明らかとなっているが、これらの工作員は到着後直ちにクウェート市内のアジトに向かいその後隠密行動を取ったため、監禁されることは避けられた。

### 強制連行

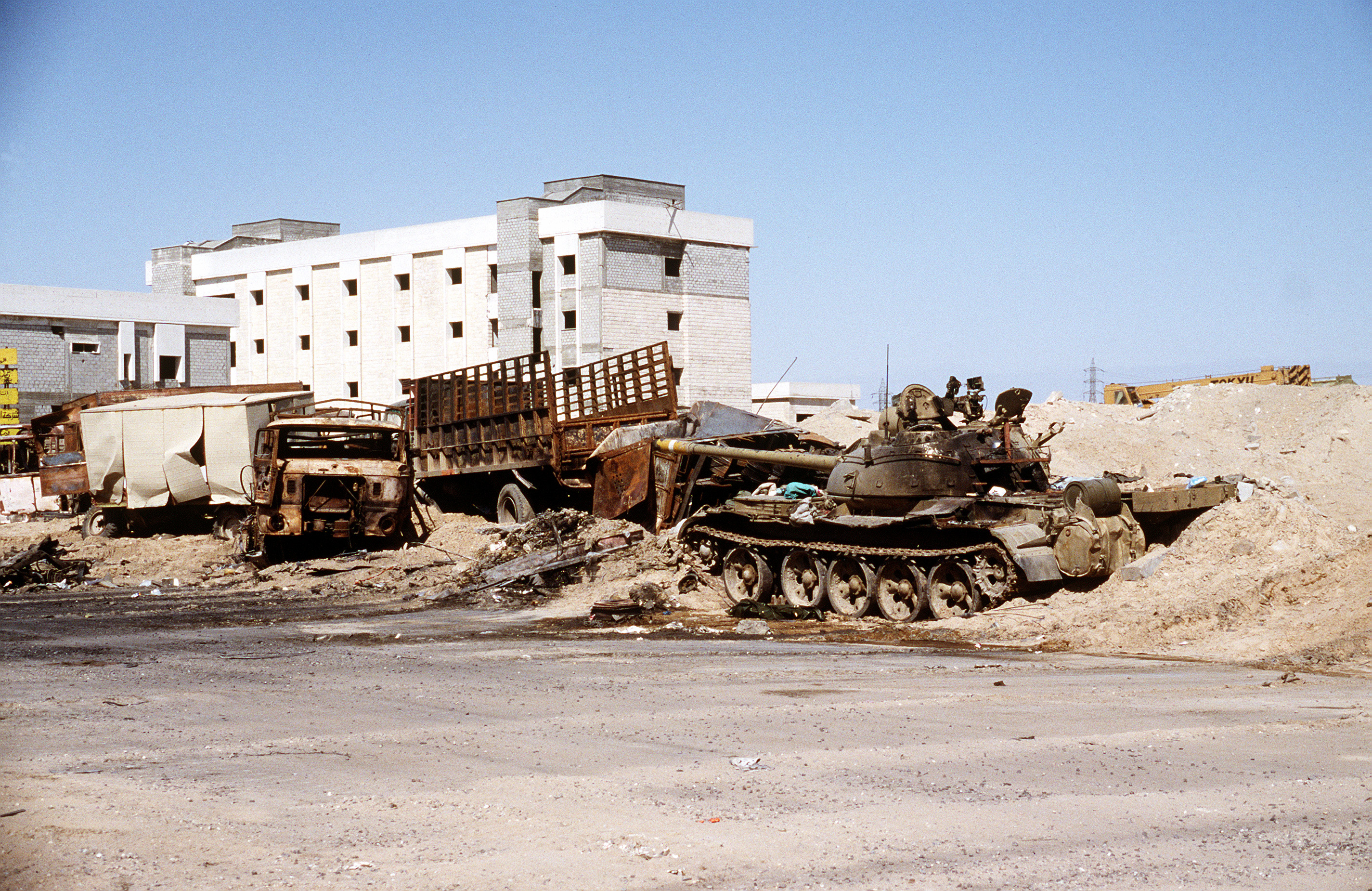
多国籍軍の攻撃で破壊されたイラク陸軍の戦車

監禁された乗客乗員のうち、イラクと敵対したイギリスやアメリカなどの欧米諸国の国籍を持つ乗客乗員は、他のクウェート国内にいた欧米諸国の市民とともに、イラクの首都バグダードに強制連行され、多国籍軍からの攻撃をかわすための『人間の盾』として人質とされた（この行為はジュネーヴ条約で禁止されており国際法違反である）。
乗客は湾岸戦争が始まる12月までに殆ど解放されたが、報告によれば、客室乗務員がイラク兵に強姦される戦争犯罪が発生し 、乗客であったクウェートの王族シェイク・ファハド・アル＝サバーハが処刑されたという。ちなみに、客室乗務員を強姦したイラク兵は、後でイラク軍の憲兵隊に引き渡され銃殺されたという。

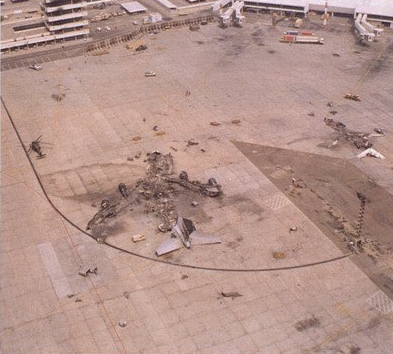
1991年に撮影された残骸

なお、BA149便のボーイング747-100型機は多国籍軍による空爆で損傷を受け、1991年2月のイラク軍クウェート撤退時には完全に破壊されたものの、一部の部品は取り外され転売された。

## クウェート着陸の背景
上記のようにBA149便にはSASの工作員が6名搭乗しており、彼らをクウェートに潜入させるために、侵攻が開始されていたにも拘らずあえてクウェート国際空港への着陸を強行したことが工作員自らの暴露や乗客の証言により戦後明らかになったが、イギリス政府はこれを否定している。
なお、これらの工作員はクウェート到着後に現地のアジトに急行したために人質となることは免れ、その後クウェート国内で諜報活動を行い、一部のチームはその後もクウェート市内で活動を続けた。また、一部のチームはクウェート市を脱出した後にアメリカ軍のヘリコプターによって救出されていたことを、工作員とアメリカ軍のヘリコプターの操縦員が明らかにしている。
その後、BA149便がクウェートに着陸した経緯についてイギリス議会で問題とされたものの、マーガレット・サッチャー首相は「着陸後1時間経ってから侵攻が行われた」と証言をした。しかしこの事は、サッチャーの回顧録内で嘘の証言であったことが明らかにされている。
さらに、アメリカ人乗客がブリティッシュ・エアウェイズを訴えようとした際には、同社は弁護士に対して「乗客名簿は存在しない」と返答した上、その後返答を翻し「国家機密なので公開できない」と返答した。その後このアメリカ人乗客は、ブリティッシュ・エアウェイズとの示談に応じて訴えを取り下げている。また、人質となったフランス人乗客がフランス国内でブリティッシュ・エアウェイズを訴えた裁判では、149便が工作員を潜入させるためにクウェートに着陸したことが事実であると認められ、1999年7月にブリティッシュ・エアウェイズに対して慰謝料の支払いを命じている。

## 引用
1. ↑  デイビッド・ゲロー著、清水保俊訳「航空テロ」 イカロス出版、1997年、112頁
2. ↑  Last Flight to Kuwait, BBC Two, 19 March 2007
3. 1 2  「湾岸戦争 MI6人質奪還作戦」ディスカバリーチャンネル